# Estádio Orlando Scarpelli
O Estádio Orlando Scarpelli é um estádio de futebol, próprio do Figueirense Futebol Clube e está localizado no bairro Estreito, na parte continental da cidade de Florianópolis, no estado de Santa Catarina
Em 1975, Figueirense jogou contra o Vasco , No Estádio Orlando Scarpelli na ocasião recebeu 32.800 torcedores.  É o recorde absoluto de público do estádio Orlando Scarpelli até hoje.
O Estádio Orlando Scarpelli ja foi palco de jogos com enormes públicos. Como o jogo entre Brasil e Chile em 2000, com um público 31.098 torcedores.

## História
Inaugurado em 13 de setembro de 1960, o estádio leva o nome em homenagem ao empresário e desportista Orlando Scarpelli, que presidiu o Figueirense Futebol Clube nos anos 1940 e doou o terreno onde o estádio está localizado.
A construção de uma praça de esportes nas dimensões pretendidas, numa cidade ainda sem grandes possibilidades econômicas, foi um processo lento e difícil. O time sacrificou anos de sua prática esportiva para angariar recursos na construção de sua casa. Primeiramente, em 1945, transferiu sua sede para o bairro do Estreito, iniciando as obras para construção do campo somente em 1948. Apenas 12 anos depois, em junho de 1960, foi parcialmente inaugurado o Estádio Orlando Scarpelli, e o clube passou a mandar seus jogos, definitivamente, na parte continental da Capital.
No início dos anos 70, a "Coloninha" (antiga geral do Scarpelli) foi concluída, e o Estádio passou a ter a capacidade de comportar cerca de trinta mil torcedores. O orgulho de possuir o único estádio da cidade capaz de sediar jogos do Campeonato Nacional foi a grande recompensa após muitos anos de lutas na época.
O estádio está localizado no bairro mais populoso e de fácil acesso da região metropolitana de Florianópolis, considerada a capital brasileira com melhor qualidade de vida. Os bairros adjacentes ao estádio, na região continental da capital (Abraão, Bom Abrigo, Capoeiras, Coqueiros, Estreito e Itaguaçú) perfazem sozinhos cerca de 12% da população metropolitana. Somados à população da região central e demais bairros da Ilha de Santa Catarina, asseguram uma população circunvizinha equivalente a 35% da região metropolitana.
O Estádio encontra-se localizado a apenas 1 km do Corpo de Bombeiros, Batalhão da Polícia Militar e do Hospital Florianópolis. Desde 1999 vem sendo constantemente reformado e novas instalações foram agregadas ao patrimônio do Clube. Novos vestiários para as divisões de base, alambrados renovados, implantação de catracas eletrônicas com cartões indutivos de acesso, novos banheiros, reforma dos bares, modernização do sistema de iluminação, novas casamatas, colocação de 20 mil cadeiras numeradas em todos os setores, novo gramado com sistema automatizado de irrigação e drenagem, são algumas das obras efetuadas.
Em 2002, o estádio foi eleito pela Revista Placar como o “Caldeirão do Brasil”, ocasião em que atingiu o maior percentual de ocupação dos estádios brasileiros, com 49%, feito repetido nas últimas temporadas.
Em 2005, foram executadas mais obras de melhorias. No início do ano houve a colocação de cadeiras em todo o estádio, e no mês de dezembro foi iniciada a substituição do gramado, assim como modernização dos sistemas de irrigação computadorizada e drenagem.
Em março de 2007, o Diário Lance!, referência em cobertura esportiva no país, formou o ranking dos estádios brasileiros de acordo com o caderno de encargos da FIFA. Na oportunidade o Estádio Orlando Scarpelli foi classificado em 10º lugar entre as 24 praças esportivas visitadas, sendo o terceiro melhor estádio particular na avaliação do jornal.
À frente do Scarpelli, apenas a Arena da Baixada (Atlético Paranaense), Beira-Rio (Internacional) e Morumbi (São Paulo), enquanto o Couto Pereira (Coritiba) ganhou a mesma pontuação. Os demais eram públicos: Engenhão (Rio de Janeiro), Maracanã (Rio de Janeiro), Mineirão (Belo Horizonte), Raulino de Oliveira (Volta Redonda), Serra Dourada (Goiânia) e Mangueirão (Belém do Pará).
Em 2008, o mesmo Diário Lance voltou a publicar uma nova avaliação dos estádios brasileiros levando em consideração os anseios do torcedor. Na nova aferição, o Estádio Orlando Scarpelli ficou em terceiro lugar com a média de 6,5, perdendo apenas para a Arena da Baixada (6,9) e Engenhão (6,7).

## Dados Gerais
- Nome: Estádio Orlando Scarpelli
- Localização: Florianópolis-SC
- Distância do aeroporto: 16 km
- Distância do centro da Cidade: 5 km
- Capacidade do estádio: 20.000 pessoas
- Maior público: 31.129 pessoas. Brasil 3 x 0 Chile (seleções olímpicas), em 12 de agosto de 2000
- Menor público: 218 torcedores. Figueirense x Juventus (Copa SC), em 15 de setembro de 2021
- Acessos: O público tem 17 portões de acesso e 5 rampas fazem a ligação com as arquibancadas. Todos os portões possuem acesso por catracas eletrônicas, através dos sistemas de leitura de código de barras e indutivo.
- Dimensões da área de jogo: 65 x 100m
- Dimensões da área total de grama: 9.500m²
- Tipo de grama: ""Bermuda Tiftway 419"'* Iluminação:  O sistema é composto por 74 projetores SLS 1.500 com lâmpada MH 1.500W de potência. Lux gerados: Máximo 640,00 lux – Médio 423,85 lux – Mínimo 300,00 lux.
- Placar Eletrônico: Tipo Display Leds – Sistema RG com 256 células luminosas tipo Cluster. Dimensão: 3,2x4,48m.
- Infra-estrutura: 40 guichês estão disponíveis para venda de ingressos. O torcedor também tem à sua disposição 12 pontos para aquisição de bebidas e lanches. 19 cabines abrigam os profissionais da imprensa, sendo 13 cabines de rádio, 6 cabines de TV e 1 cabine de imprensa escrita. 9 banheiros são usados pelos espectadores, apresentando 27 sanitários (15 masculinos e 12 femininos). O Estádio conta ainda com 5 vestiários e estacionamento geral para funcionários, atletas, colaboradores, imprensa e autoridades com 44 vagas.

## Maiores públicos
Os Maiores públicos da história do Estádio Orlando Scarpelli, com fontes, acima de 20.000 espectadores. 
1. 32.800: Figueirense 0-1 Vasco - 24 de setembro de 1975 (Campeonato Brasileiro Série A)
2. 31.098: Brasil 3-0 Chile - 12 de agosto de 2000(Amistoso)
3. 23.375: Figueirense 2-1 Avaí - 25 de julho de 1999 (Orlando Scarpelli, Campeonato Catarinense) [4]
4. 22.784: Figueirense 0-0 Fluminense - 5 de novembro de 1975 (Orlando Scarpelli, Campeonato Brasileiro Série A) [5]
5. 22.530: Figueirense 1-0 Caxias - 22 de dezembro de 2001 (Orlando Scarpelli, Campeonato Brasileiro Série B) [6]
6. 21.846: Figueirense 2-2 Avaí - 21 de maio de 2000 (Orlando Scarpelli, Campeonato Catarinense) [4]
7. 21.792: Figueirense 3-1 São Paulo - 28 de março de 2002 (Orlando Scarpelli, Copa do Brasil) [7]
8. 21.715: Figueirense 1-0 Palmeiras - 21 de setembro de 2002 (Orlando Scarpelli, Campeonato Brasileiro Série A) [8]
9. 21.672: Figueirense 2-0 Avaí - 7 de dezembro de 2001 (Orlando Scarpelli, Campeonato Brasileiro Série B) [4]